# Spencer (Carolina do Norte)
Spencer é uma cidade  localizada no estado norte-americano de Carolina do Norte, no Condado de Rowan.

## Demografia
Segundo o censo norte-americano de 2000, a sua população era de 3355 habitantes.
Em 2006, foi estimada uma população de 3357, um aumento de 2 (0.1%).

## Geografia
De acordo com o United States Census Bureau tem uma área de
6,9 km², dos quais 6,9 km² cobertos por terra e 0,0 km² cobertos por água.

## Localidades na vizinhança
O diagrama seguinte representa as localidades num raio de 16 km ao redor de Spencer.